# Světlana Bolšakovová
Světlana Bolšakovová (rusky Светлана Большакова; * 14. říjen 1984, Leningrad) je bývalá ruská atletka, která od konce roku 2008 reprezentuje Belgii.
Její hlavní disciplínou je trojskok. V roce 2001 na druhém ročníku MS do 17 let v Debrecínu získala stříbrnou medaili. O dva roky později na juniorském mistrovství Evropy ve finském Tampere brala bronz (13,37 m). Stříbro získala také na ME do 23 let v německém Erfurtu, kde se konal pátý ročník šampionátu v roce 2005.
V roce 2010 na halovém MS v katarském Dauhá obsadila ve finále 8. místo a na evropském šampionátu v Barceloně vybojovala výkonem 14,55 metru bronzovou medaili.